# Choisey
Choisey is een gemeente in het Franse departement Jura (regio Bourgogne-Franche-Comté). De plaats maakt deel uit van het arrondissement Dole. Choisey telde op 1 januari 2022 1.002 inwoners. 

## Geografie
De oppervlakte van Choisey bedroeg op 1 januari 2022 7,64 vierkante kilometer; de bevolkingsdichtheid was toen 131,2 inwoners per km².

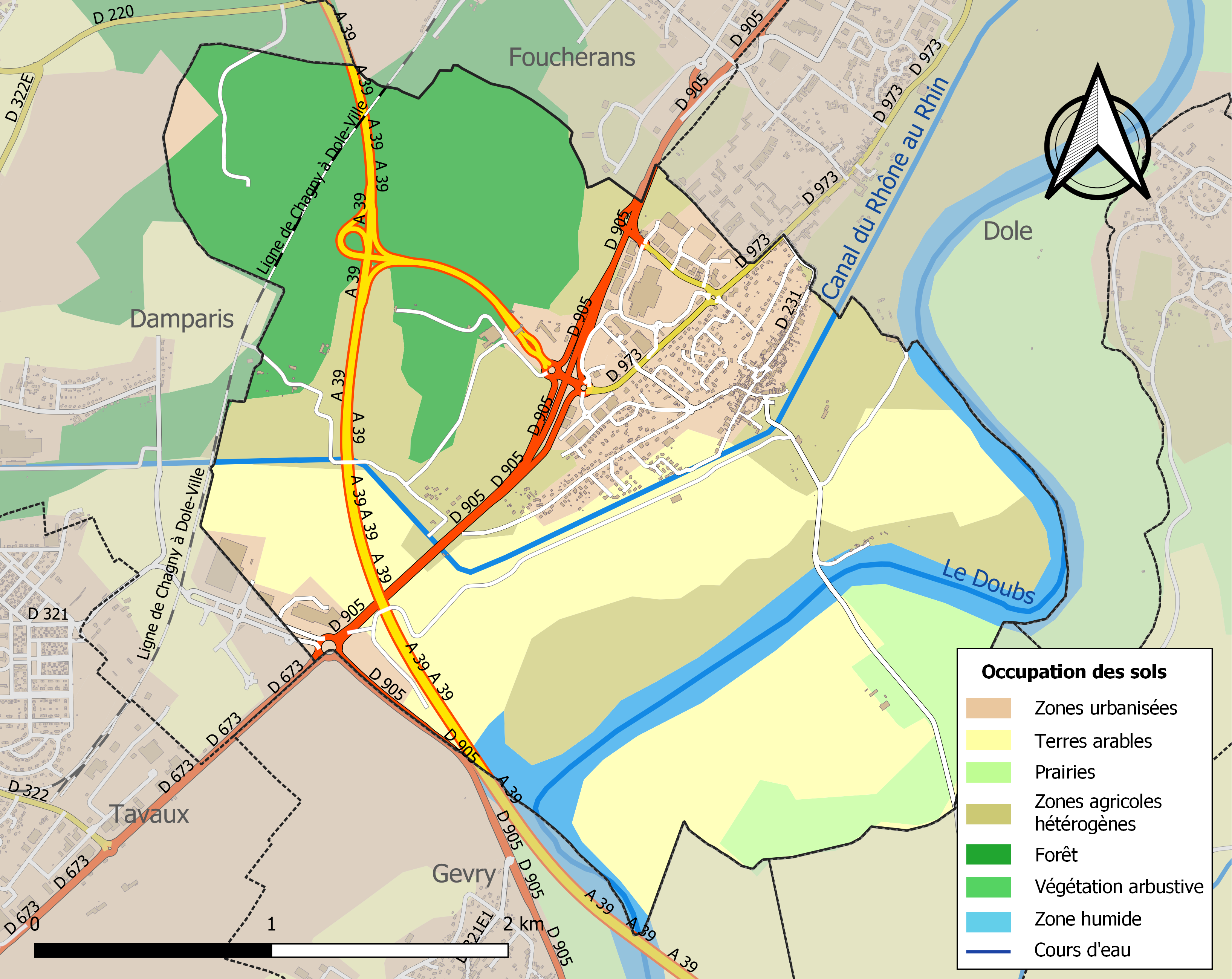
Kaart van de gemeente met de belangrijkste infrastructuur, bodemgebruik en omliggende gemeenten

## Demografie
Onderstaande figuur toont het verloop van het inwonertal (bron: INSEE-tellingen).